# Jean Frenet
Jean Frédéric Frenet (Périgueux, 7 februari 1816 - aldaar, 12 juni 1900) was een Frans wiskundige, astronoom en meteoroloog.
Hij is vooral bekend als een (onafhankelijk) co-ontdekker van de formules van Frenet-Serret. Hij schreef zes van de negen formules, die op dat moment nog niet werden uitgedrukt in de vectornotatie of in de taal van de lineaire algebra. Deze formules zijn belangrijk in de theorie van de ruimtekrommen (differentiaalmeetkunde), Frenet presenteerde de formules in 1847 in zijn proefschrift in Toulouse. Dat jaar werd hij professor aan de Universiteit van Toulouse. Een jaar later in 1848 werd hij professor in de wiskunde aan de Universiteit van Lyon. Hij was ook directeur van het sterrekundig observatorium in Lyon. Vier jaar later, in 1852, publiceerde hij de formules van Frenet in het wiskundig tijdschrift, de Journal de mathématiques pures et appliquées.
In 1856 werd zijn calculus primer voor het eerst gepubliceerd, dat liep tot en met zeven edities, waarvan de laatste postuum werd gepubliceerd in 1917.